# Reulle-Vergy
Reulle-Vergy ist eine französische Gemeinde mit 163 Einwohnern (Stand 1. Januar 2022) im Département Côte-d’Or in der Region Bourgogne-Franche-Comté; sie gehört zum Arrondissement Beaune und zum Kanton Longvic.

## Bevölkerung
| Jahr                       | 1962 | 1968 | 1975 | 1982 | 1990 | 1999 | 2006 | 2016 |
| Einwohner                  | 100  | 98   | 82   | 84   | 105  | 99   | 93   | 134  |
| Quellen: Cassini und INSEE |      |      |      |      |      |      |      |      |

## Sehenswürdigkeiten

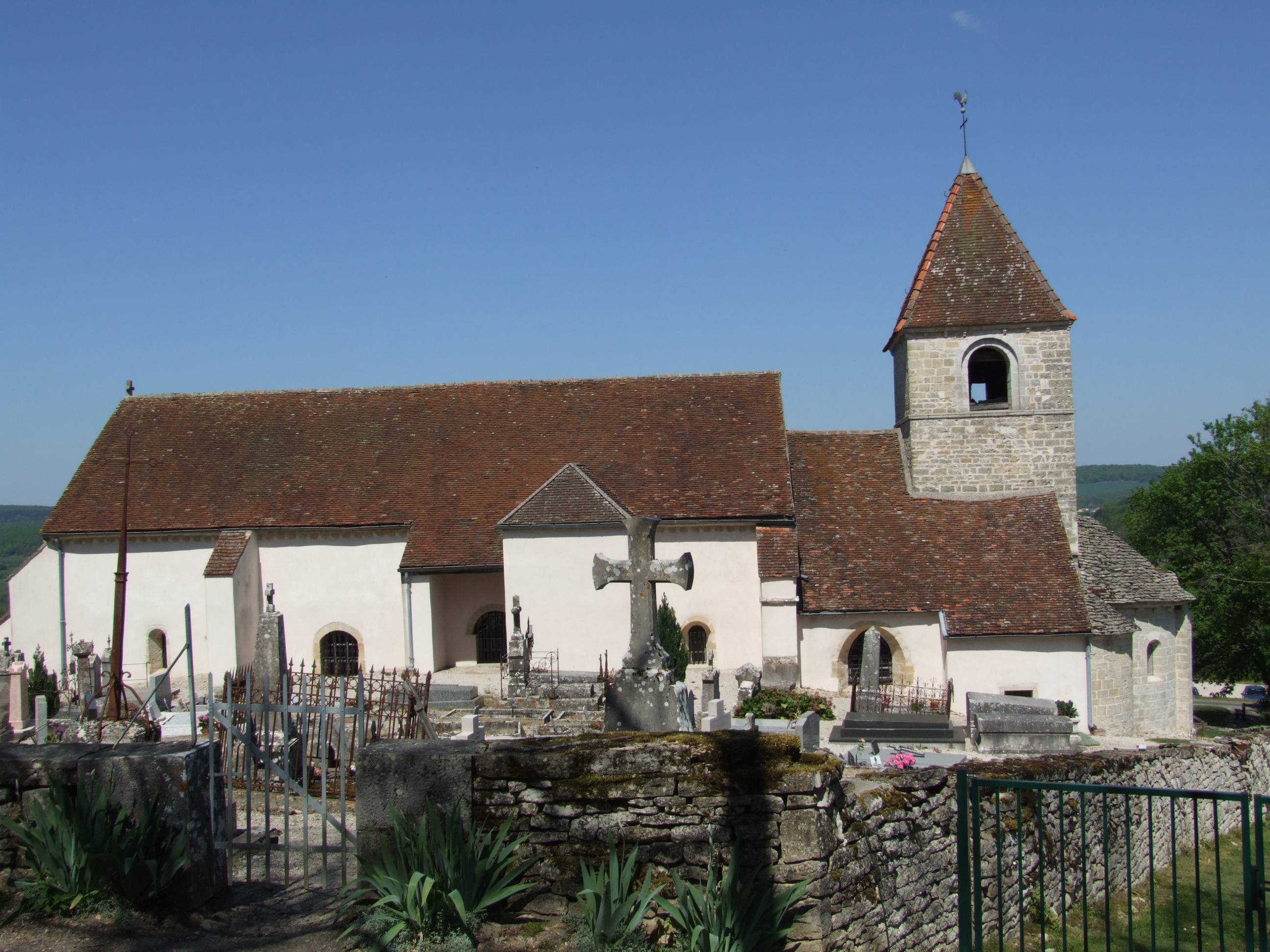
Kirche Saint-Saturnin

- Kirche Saint-Saturnin, 11. Jahrhundert
- Musée des Arts et Traditions des Hautes-Côtes
- Ruinen der Burg der Herren von Vergy (9. Jahrhundert), im 15. Jahrhundert geschleift[1]

## Persönlichkeiten
- Haus Vergy